# Un transport en commun
Pour plus de détails, voir Fiche technique et Distribution.
Un transport en commun est un film franco-sénégalais réalisé par Dyana Gaye et sorti en 2009.

## Fiche technique
- Titre : Un transport en commun
- Réalisation : Dyana Gaye
- Scénario : Dyana Gaye, Alexa Gutowski et Ariane Schrack
- Photographie : Irina Lubtchansky
- Costumes : Maria Dapina et Valérie Osouf
- Décors : Oumar Sall
- Montage : Gwen Mallauran
- Son : Dimitri Haulet
- Montage son : Romain Lebras
- Mixage : Ludovic Escallier
- Musique : Baptiste Bouquin
- Chansons originales : Dyana Gaye et Alexa Gutowski
- Chorégraphies : Naïma Gaye
- Production : Andolfi (Paris) - Nataal (Dakar)
- Pays de production :  France -  Sénégal
- Distribution : Shellac
- Durée : 48 minutes
- Date de sortie : France - 29 août 2009[1]

## Distribution
- Umban U Ksët : Médoune Sall, le chauffeur
- Anne Jeanine Barboza : Souki
- Bigué N’Doye : Antoinette Barry
- Antoine Diandy : Malick
- Naïma Gaye : Binette
- Marième Diop : Joséphine
- Adja Fall : Dorine
- Gaspard Manesse : Antoine
- Bakary « Vieux » Cissé : Ousmane
- Yakhoub Ba : Mohamed
- Abdoulaye Diakhaté : Monsieur N’Diaye
- Mbègne Kassé : Moustapha

## Distinctions

### Récompenses
- Prix du meilleur court métrage au Festival international du film de Dubaï 2009
- Prix du public aux Rencontres internationales du moyen métrage de Brive 2010
- Nomination pour le César du meilleur court-métrage 2011

### Sélections
- Festival international du film de Locarno 2009
- Festival international de films de femmes de Créteil 2010